# Ryck (fysik)
Ryck (från tyskans Ruck) är en fysikalisk storhet som beskriver ändringen av acceleration per tidsenhet. Rycket betecknas {\displaystyle \mathbf {j} } (från motsvarande term på engelska, som är jerk) och definieras som tidsderivatan av accelerationen, vilket kan göras på ett antal ekvivalenta sätt:
{\displaystyle {\vec {\jmath }}(t)={\frac {\mathrm {d} {\vec {a}}(t)}{\mathrm {d} t}}={\dot {\vec {a}}}(t)={\frac {\mathrm {d} ^{2}{\vec {v}}(t)}{\mathrm {d} t^{2}}}={\ddot {\vec {v}}}(t)={\frac {\mathrm {d} ^{3}{\vec {r}}(t)}{\mathrm {d} t^{3}}}={\overset {...}{\vec {r}}}(t),}
där
{\displaystyle {\vec {a}}} är acceleration,
{\displaystyle {\vec {v}}} är hastighet,
{\displaystyle {\vec {r}}} är position,
{\displaystyle t} är tid.
Dess SI-enhet är {\displaystyle \mathrm {m/s^{3}} }, men ryck uttrycks ofta med enheten g/s, i relation till tyngdaccelerationen, g.
Att begränsa rycket är viktigt av komfortskäl. Eftersom kraften är proportionell mot accelerationen, kommer en människa som befinner sig i ett fordon vars ryck är 0 (konstant acceleration) att känna av en konstant kraft. Kroppens muskler behöver då inte ändra spänning över tid. Om fordonet ifråga bromsar in med konstant acceleration till stillastående, kommer accelerationen att mycket snabbt bli noll vid stoppögonblicket (stort ryck framåt). Musklerna hinner inte anpassa sig till ändringen och man upplever att man kastas bakåt.
Vid konstruktion av berg- och dalbanor och andra åkattraktioner är det viktigt att begränsa både acceleration och ryck. Övergångskurvor som klotoider används för att minska rycket vid ändring av krökningsradien, till exempel i en loop.

## Uttryck för högre derivator
På engelska används uttrycken Snap (eller Jounce), Crackle och Pop för de högre derivatorna. På svenska föreslås av Nationellt centrum för matematikutbildning orden sprak, knak och brak.